# Graham Shaw
Graham Paul Jack Shaw (Newcastle-under-Lyme, 7 giugno 1967) è un ex calciatore inglese, di ruolo attaccante.

## Carriera
Dopo aver giocato per due stagioni nelle giovanili dello Stoke City esordisce tra i professionisti nella stagione 1985-1986, all'età di 18 anni, sempre con le Potteries, con cui realizza 5 reti in 20 presenze nella seconda divisione inglese; nella stagione 1986-1987 realizza invece 2 reti in 18 presenze, mentre nella stagione 1987-1988 gioca con maggiore continuità, disputando 33 partite e segnando 6 reti, alle quali aggiunge 28 presenze e 5 reti nella stagione 1988-1989.
Nell'estate del 1989 viene ceduto per 70000 sterline al Preston N.E., in terza divisione; trascorre complessivamente un triennio in questa categoria con i Lilywhites, con cui segna in totale 29 reti in 129 partite di campionato; nell'estate del 1992 fa poi ritorno allo Stoke in uno scambio con Tony Ellis, con cui nella stagione 1992-1993 vince il campionato di terza divisione contribuendo al successo della sua squadra con 5 reti in 29 presenze, alle quali aggiunge poi ulteriori 9 presenze senza reti in seconda divisione tra il 1993 ed il 1995: queste ultime due stagioni sono però condizionate pesantemente da vari infortuni, ed anche nella prima parte della stagione 1994-1995, trascorsa in prestito in terza divisione al Plymouth, gioca con poca continuità, disputando solamente 6 partite di campionato. Nel marzo del 1995 viene ceduto al Rochdale, con cui conclude la stagione 1994-1995 giocando 4 partite in quarta divisione; si ritira poi nel 1996 all'età di soli 29 anni dopo un'ultima stagione al Rochdale (18 presenze senza mai segnare in quarta divisione) ed un breve periodo ai semiprofessionisti del Leek Town, con i quali in realtà non gioca però mai in nessuna partita ufficiale.
In carriera ha totalizzato complessivamente 284 presenze e 52 reti nei campionati della Football League.

## Palmarès

### Club

#### Competizioni giovanili
- FA Youth Cup: 1

Stoke: 1983-1984

#### Competizioni nazionali
- Campionato inglese di terza divisione: 1

Stoke: 1992-1993